# گابریل آپلین
گابریِل آن آپلین (به انگلیسی: Gabrielle Ann Aplin) معروف به گابریل آپلین (به انگلیسی: Gabrielle Aplin) آهنگساز و خوانندهٔ متولد سال ۱۹۹۲ میلادی در انگلستان است. وی با بازخوانی آهنگ و قرار دادن آنها بر روی یوتیوب توانست مورد توجه عموم واقع شود.

## ترانه شناسی
- English Rain (2013)[۳][۴][۵]
- Light Up the Dark (2015)
- Dear Happy (2020)